# Dytryk I (hrabia Breny)
Dytryk I (niem. Dietrich I von Brehna und Wettin); (zm. 1266/11 lipca 1267) – hrabia Breny i Wettynu z rodu Wettinów.

## Życiorys
Syn Fryderyka II i Judyty z Ziegenhain, jego dziadkami ze strony ojca byli Fryderyk I, hrabia Breny (syn Konrada I) i Jadwiga.
Jego żoną była Eudoksja, córka księcia mazowieckiego Konrada I i księżniczki nowogrodzkiej Agafii.
Dziećmi Dytryka I i Eudoksji byli:
- Otton III – hrabia Wettynu
- Konrad I – hrabia Breny
- Dytryk – rycerz zakonu templariuszy
- Henryk – kanonik w Magdeburgu
- Judyta – żona Mściwoja II, księcia pomorskiego
- Jadwiga – ksieni w Gerbstedt.